# Bajt Kad
Bajt Kad (arab. بيت قاد) – wioska w Autonomii Palestyńskiej (Zachodni Brzeg).